# 楊-萊納德·史卓夫
扬-伦纳德·施特鲁夫（德語：Jan-Lennard Struff，1990年4月25日—）是一位德國職業網球運動員。他曾參加2016年夏季奧林匹克運動會，在單打項目第一輪被俄羅斯選手伊夫尼·多斯科伊淘汰。

## 外部連結
- 官方网站
- 楊-萊納德·史卓夫（英文/西班牙文）的官方資料
- 楊-萊納德·史卓夫的國際網球總會 職業／青少年 官方資料（英文）
- 楊-萊納德·史卓夫的官方資料（英文）